# Deutscher Traum
Deutscher Traum ist das achte Soloalbum des deutschen Rappers Eko Fresh. Es erschien am 14. November 2014 über das Label Punchline als Standard-, Premium- sowie Limited-Edition, und wird von Groove Attack vertrieben.

## Produktion
Eko Fresh selbst sowie sein Labelchef Spaiche fungierten bei dem Album als ausführende Produzenten. Ein Großteil der Songs wurde von dem Musikproduzent Phat Crispy produziert, der neun bzw. elf Beats beisteuerte. An fünf Produktionen war Ear2ThaBeat beteiligt, während Isy B sechs bzw. sieben Lieder produzierte. Weitere Instrumentals stammen von The Breed, Xatar, Dr. Zorn und DJ Desue.

## Covergestaltung
Das Albumcover ist ein gemaltes Bild, das Eko Freshs Gesicht zeigt. Er blickt den Betrachter an und im Hintergrund sind die Farben Schwarz, Rot und Gold zu sehen. Links im Bild befinden sich die braunen Schriftzüge Eko Fresh und Deutscher Traum sowie der Bundesadler, dessen einer Flügel aus einer Mondsichel besteht.

## Gastbeiträge
Auf zehn bzw. 14 Liedern des Albums treten neben Eko Fresh andere Künstler in Erscheinung. So ist der Rapper Sido am Song Gheddo Reloaded beteiligt, während der Sänger Sami Nasser auf Orient Express zu hören ist. Die Kölner Band Brings hat einen Gastauftritt beim Track Es brennt, und der Rapper Samy Deluxe unterstützt Eko Fresh auf Fettsackstyle. Die Rapper Farid Bang und Summer Cem sind auf dem Lied GD 4 Life vertreten, während Alta eine Zusammenarbeit mit dem Komiker Bülent Ceylan, der hier als MC Hassan auftritt, darstellt. Das Stück Leichte Beute ist eine Kollaboration mit dem Rapper Xatar, und auf Real Hip Hop ist die Rapperin Schwesta Ewa zu hören. Bei Das wird schon ist der Sänger Tim Bendzko vertreten, und auf dem Titel Hallus & Muffins arbeitet Eko Fresh mit dem Rapper DCVDNS zusammen. Zudem sind auf der Premium- und Limited-Edition Gastbeiträge von dem Kommentator Frank Buschmann, den Rappern Celo & Abdi, Mr. Capone-E und Ali Bumaye sowie dem Sänger Ado Kojo enthalten.

## Titelliste
| #  | Titel                             | Gastbeiträge           | Produzent                | Länge |
| -- | --------------------------------- | ---------------------- | ------------------------ | ----- |
| 1  | Old School Party                  |                        | Ear2ThaBeat, Phat Crispy | 3:31  |
| 2  | German Dream                      |                        | Phat Crispy              | 3:33  |
| 3  | Gheddo Reloaded                   | Sido                   | Phat Crispy              | 3:47  |
| 4  | Real Hip Hop                      | Schwesta Ewa           | Isy B                    | 3:50  |
| 5  | Leichte Beute                     | Xatar                  | The Breed, Xatar         | 4:01  |
| 6  | Orient Express                    | Sami Nasser            | Phat Crispy              | 3:53  |
| 7  | Fettsackstyle                     | Samy Deluxe            | Dr. Zorn                 | 3:08  |
| 8  | Nudeln mit Joghurt                |                        | Isy B                    | 3:47  |
| 9  | Doppelleben                       |                        | Isy B                    | 3:53  |
| 10 | Es brennt                         | Brings                 | Phat Crispy              | 4:19  |
| 11 | Was Lan?!                         |                        | Isy B                    | 3:51  |
| 12 | GD 4 Life                         | Farid Bang, Summer Cem | Ear2ThaBeat, Phat Crispy | 3:55  |
| 13 | Hallus & Muffins                  | DCVDNS                 | Isy B                    | 4:29  |
| 14 | U-Bahn-Ficker                     | Joko & Klaas           | Isy B                    | 4:06  |
| 15 | Alta                              | MC Hassan              | Ear2ThaBeat, Phat Crispy | 2:40  |
| 16 | Wo komm ich her (Deutscher Traum) |                        | Ear2ThaBeat, Phat Crispy | 3:36  |
| 17 | Das wird schon                    | Tim Bendzko            | Ear2ThaBeat, Phat Crispy | 4:22  |

Bonus-Songs der Premium- und Limited-Edition:
| #  | Titel               | Gastbeiträge     | Produzent   | Länge |
| -- | ------------------- | ---------------- | ----------- | ----- |
| 18 | Buschi Skit         | Frank Buschmann  |             | 0:47  |
| 19 | Lan lass ma ya      | Ali              | Phat Crispy | 2:22  |
| 20 | Wenn du wüsstest    | Celo & Abdi, Ado | Isy B       | 3:50  |
| 21 | Mein kariertes Hemd | Mr. Capone-E     | Phat Crispy | 3:02  |
| 22 | Anders              |                  | DJ Desue    | 3:36  |

+ Instrumentals zu allen Liedern
Bonus-Songs der iTunes-Version:
| #  | Titel            | Gastbeiträge | Produzent   | Länge |
| -- | ---------------- | --- | ----------- | ----- |
| 23 | So ist das Leben | Kurupt, Mikel Cole |             | 3:34  |
| 24 | Leko mio         | Separate, Tatwaffe, Capkekz, Ercandize, Ali As, Pappa Landliebe, Jaysus, Geeflow, Spax, Serc651, Caput, Blumio, Timeless, JokA, B-Tight, Brutos Brutaloz | Phat Crispy | 11:39 |

Bonus-CD 1000 Bars - Meisterprüfung der Limited-Edition:
| #  | Titel              | Produzent   | Länge |
| -- | ------------------ | ----------- | ----- |
| 1  | Intro              | Phat Crispy | 3:02  |
| 2  | ABC Style          | Shindy      | 6:02  |
| 3  | Aufzähler          | Phat Crispy | 2:33  |
| 4  | NY vs. LA          |             | 2:51  |
| 5  | Bitte Spitte       | Phat Crispy | 2:24  |
| 6  | Doubletime         |             | 2:41  |
| 7  | Triole             |             | 2:08  |
| 8  | Tripletime         |             | 2:11  |
| 9  | Tupac vs. Biggie   |             | 2:39  |
| 10 | Oldschool          | Phat Crispy | 4:33  |
| 11 | Deep               |             | 2:57  |
| 12 | Dipset             | Phat Crispy | 3:12  |
| 13 | Swag               | Phat Crispy | 3:29  |
| 14 | Storyteller        | Phat Crispy | 3:13  |
| 15 | Interview          |             | 2:37  |
| 16 | Lady               | Phat Crispy | 2:53  |
| 17 | Kanak vs. Backpack |             | 2:55  |
| 18 | Teacher            |             | 2:53  |
| 19 | Outro              | Phat Crispy | 2:38  |

Bonus-CD 700 Bars der Limited-Edition:
| # | Titel    | Produzent   | Länge |
| - | -------- | ----------- | ----- |
| 1 | 700 Bars | Phat Crispy | 29:58 |

Bonus-DVD der Limited-Edition:
| # | Titel                        | Länge |
| - | ---------------------------- | ----- |
| 1 | Live in Köln (16. März 2014) | 86:32 |
| 2 | Backstage                    | 3:40  |
| 3 | German Dream (Musikvideo)    | 3:47  |

## Chartplatzierungen und Singles
Deutscher Traum stieg am 28. November 2014 auf Platz 6 in die deutschen Albumcharts ein und belegte in den folgenden Wochen die Ränge 50 und 81, bevor es die Top 100 verließ. In Österreich erreichte das Album Position 10 und in der Schweiz Rang 7.
Als Singles wurden die Lieder Fettsackstyle, U-Bahn-Ficker, Es brennt und Gheddo Reloaded veröffentlicht. Neben Musikvideos zu den Auskopplungen erschienen auch Videos zu German Dream, Orient Express, Lan lass ma ya, Hallus & Muffins sowie Real Hip Hop.

## Rezeption
| Professionelle Bewertungen | Professionelle Bewertungen |
| -------------------------- | -------------------------- |
| Kritiken                   |                            |
| Quelle                     | Bewertung                  |
| laut.de                    | [ 4 ]                      |

Dani Fromm von laut.de bewertete das Album mit zwei von möglichen fünf Punkten. Sie meint, dass Eko Fresh nach dem guten Vorgänger Eksodus wieder in frühere Zeiten zurückfalle und seine „tänzelnde Leichtigkeit“ verliere, wobei er „einigermaßen lustlos und bestenfalls halb-motiviert“ wirke. Der Rapper habe nichts Neues mehr zu erzählen, sondern breite „die olle, schon hundertmal heruntergebetete Story aus: vom Hungerleider […] zum erfolgreichen Chartstürmer“.